# Benoit (cráter)
Benoit es un cráter de impacto de 40 km de diámetro del planeta Mercurio. Debe su nombre al artista haitiano Rigaud Benoit (1911-1987), y su nombre fue aprobado por la  Unión Astronómica Internacional en 2009.
Su superficie es bastante inusual con dos montículos que se ha sugerido que pueden ser una evidencia de una posible actividad volcánica intrusiva en Mercurio.